# Eschbachtalsperre
Die Eschbachtalsperre ist die erste Trinkwasser-Talsperre Deutschlands und befindet sich in Remscheid in Nordrhein-Westfalen. Gestaut wird der namensgebende Eschbach. Diese Pionierleistung des Wasserbaus war bei ihrer Eröffnung 1891 ein wichtiger Meilenstein in der wirtschaftlichen Entwicklung der Stadt Remscheid. Die Talsperre ist Eigentum der EWR GmbH, der Energietochter der Stadtwerke Remscheid GmbH, die Betriebsführung obliegt dem Wupperverband, womit sie in den Talsperrenverbund integriert ist. 

## Namenskonvention
In der Anfangszeit des Talsperrenbaus Ende des 19. Jahrhunderts bis Anfang des 20. Jahrhunderts – und auch heute noch in anderen Gegenden – war es in Deutschland üblich, Talsperren nicht nach ihrem aufgestauten Fließgewässer, sondern nach der Stadt zu benennen, für deren Versorgung sie errichtet wurden. Infolgedessen ist in der zeitgenössischen Literatur die Eschbachtalsperre auch als Remscheider Talsperre bekannt. Später wurde sie nach der heutigen Namenskonvention umbenannt.

## Geschichte
Die Eschbachtalsperre wurde von Otto Intze geplant und auf Betreiben des Remscheider Industriellen Robert Böker nach Beschluss der Stadtverordnetenversammlung im Dezember 1888 von Mai 1889 bis 1891 nach dem Intze-Prinzip als Gewichtsstaumauer gebaut. Die ausführende Baufirma war Wolf und Vering aus Düsseldorf, die Gesamtkosten betrugen 536.000 Mark.
Das wasserwirtschaftlich bedeutende Bauwerk war Vorläufer einer Vielzahl von weiteren sogenannten Intze-Staumauern. Daneben wurden aber auch andere Bauformen für Talsperren weiterentwickelt.
Die Staumauer wurde in der Zeit von 1991 bis 1994 saniert. Dabei wurde sie verstärkt, bekam eine 35 cm dicke Dichtwand aus Beton und einen Kontrollgang an der Wasserseite, eine neue Drainage, eine neue Entnahmeanlage und neue Messeinrichtungen.

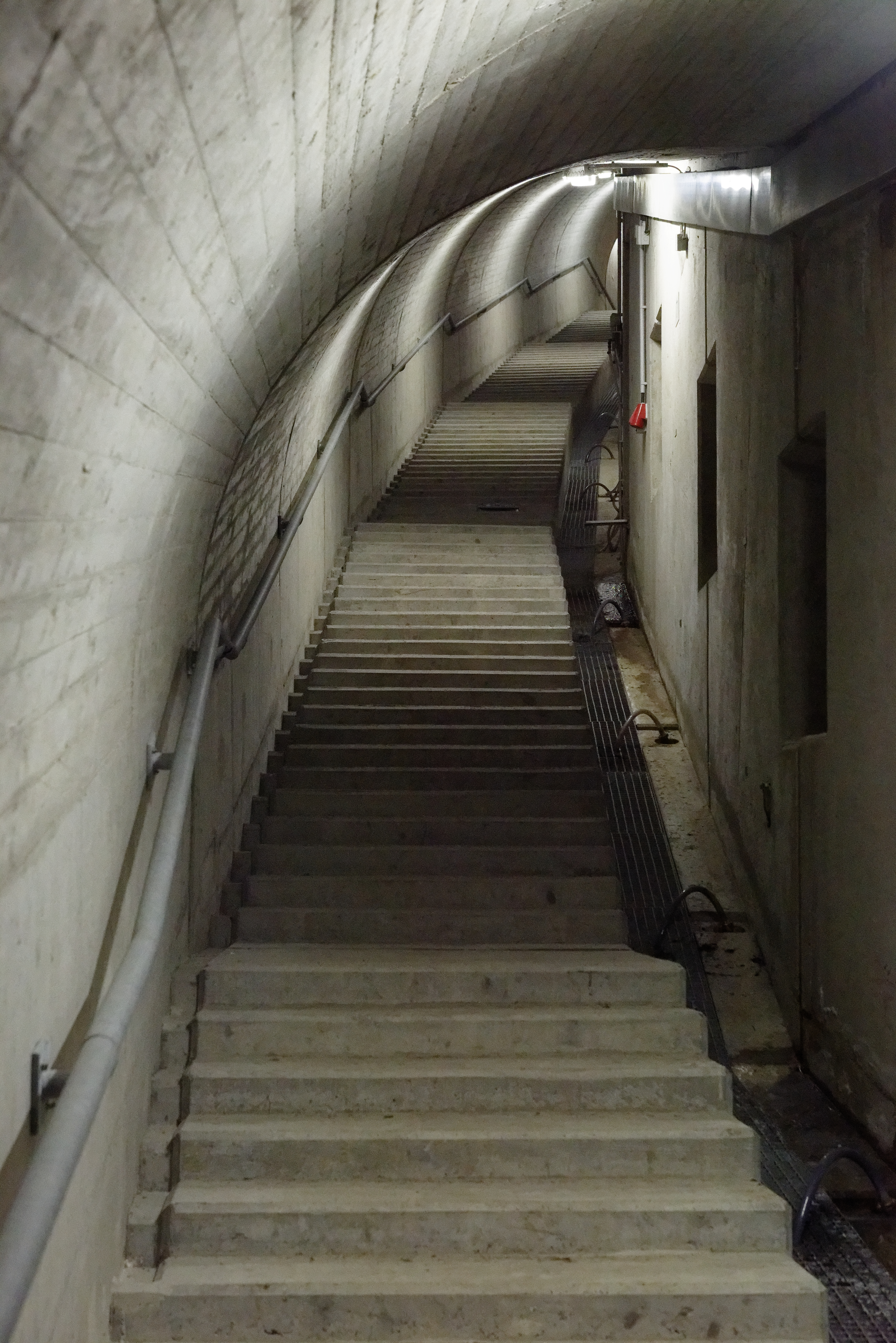
Treppe im Kontrollgang zum Hotel
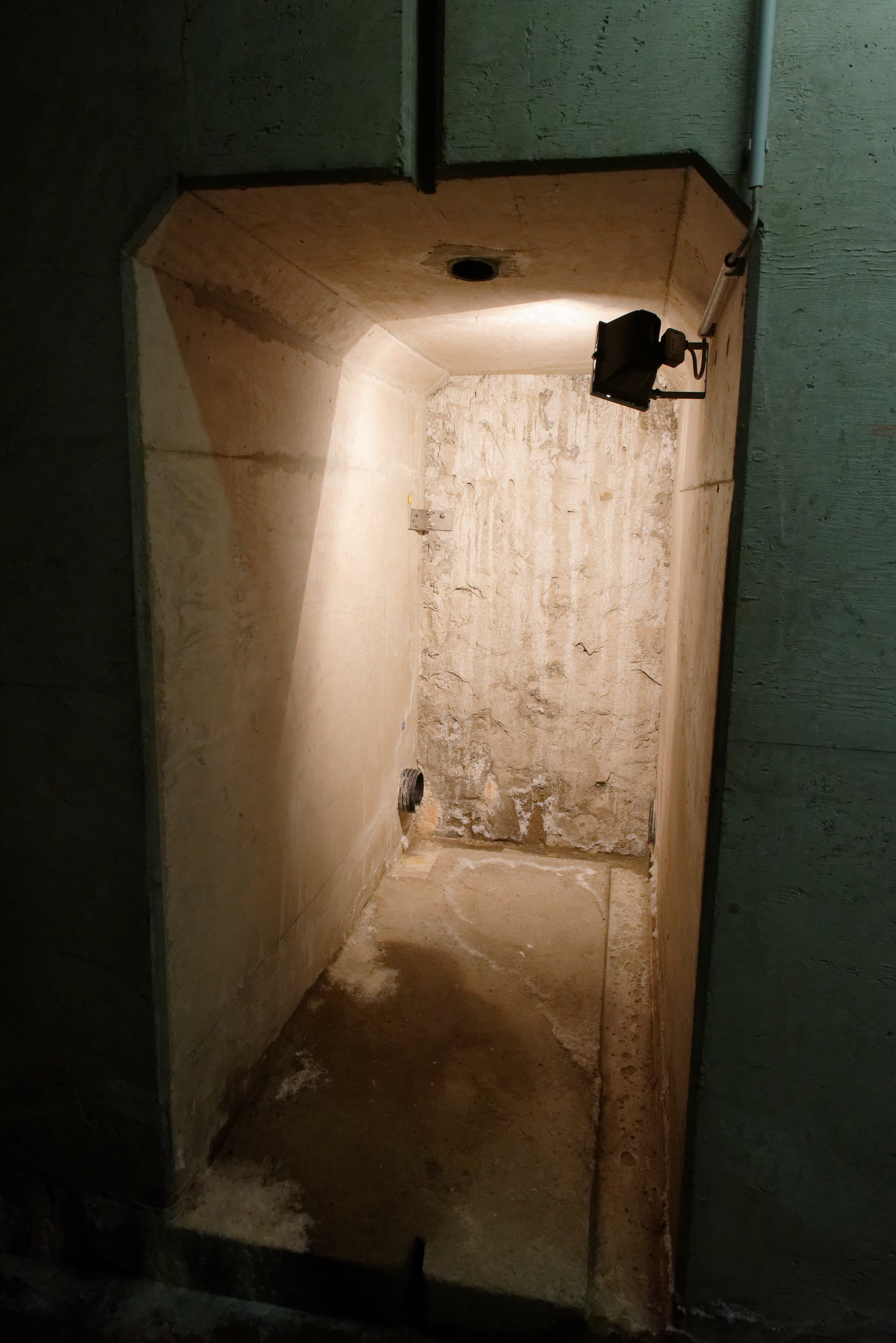
Kontrollfenster im Kontrollgang
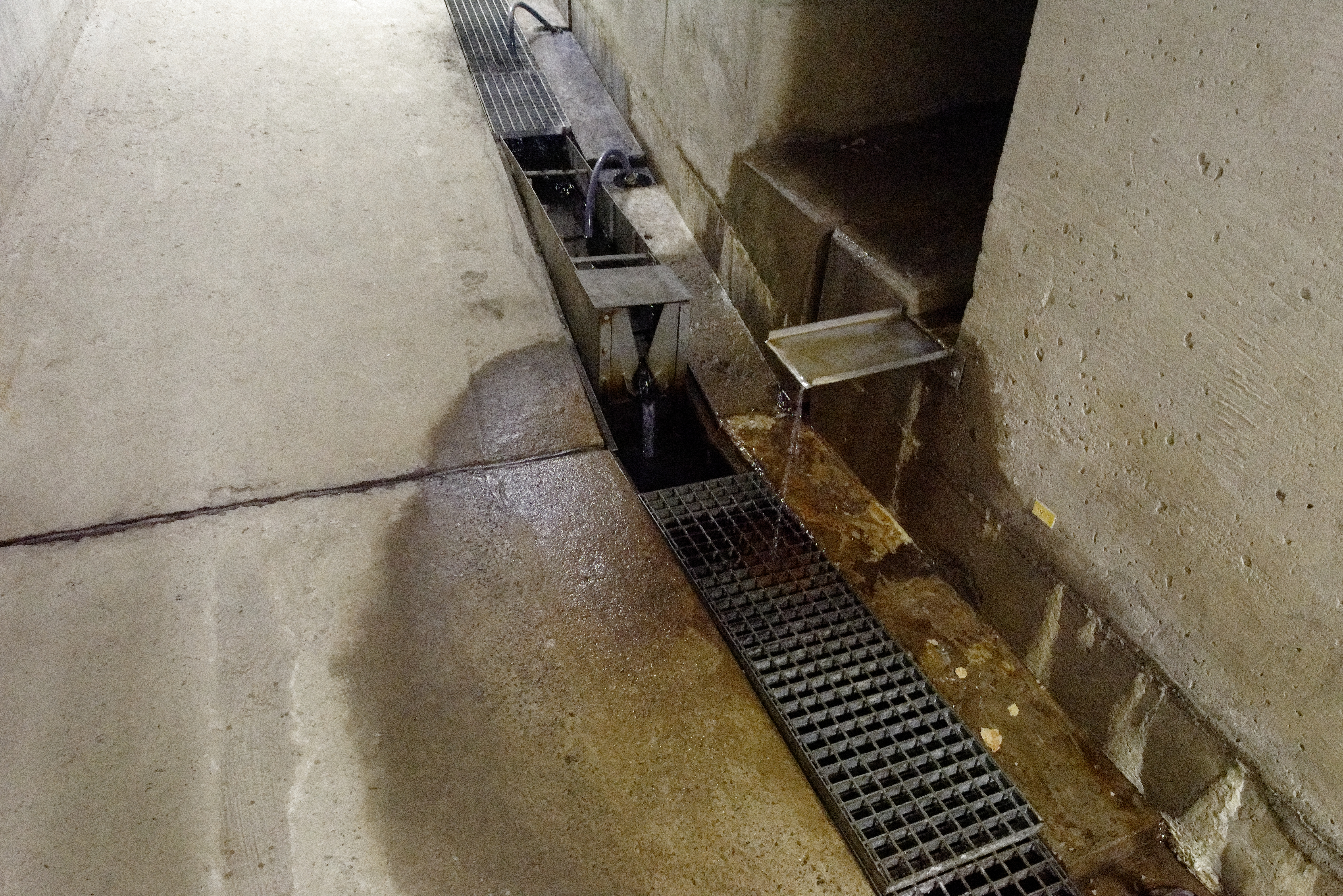
Wasserablauf im Kontrollgang

## Wasserkraftanlage

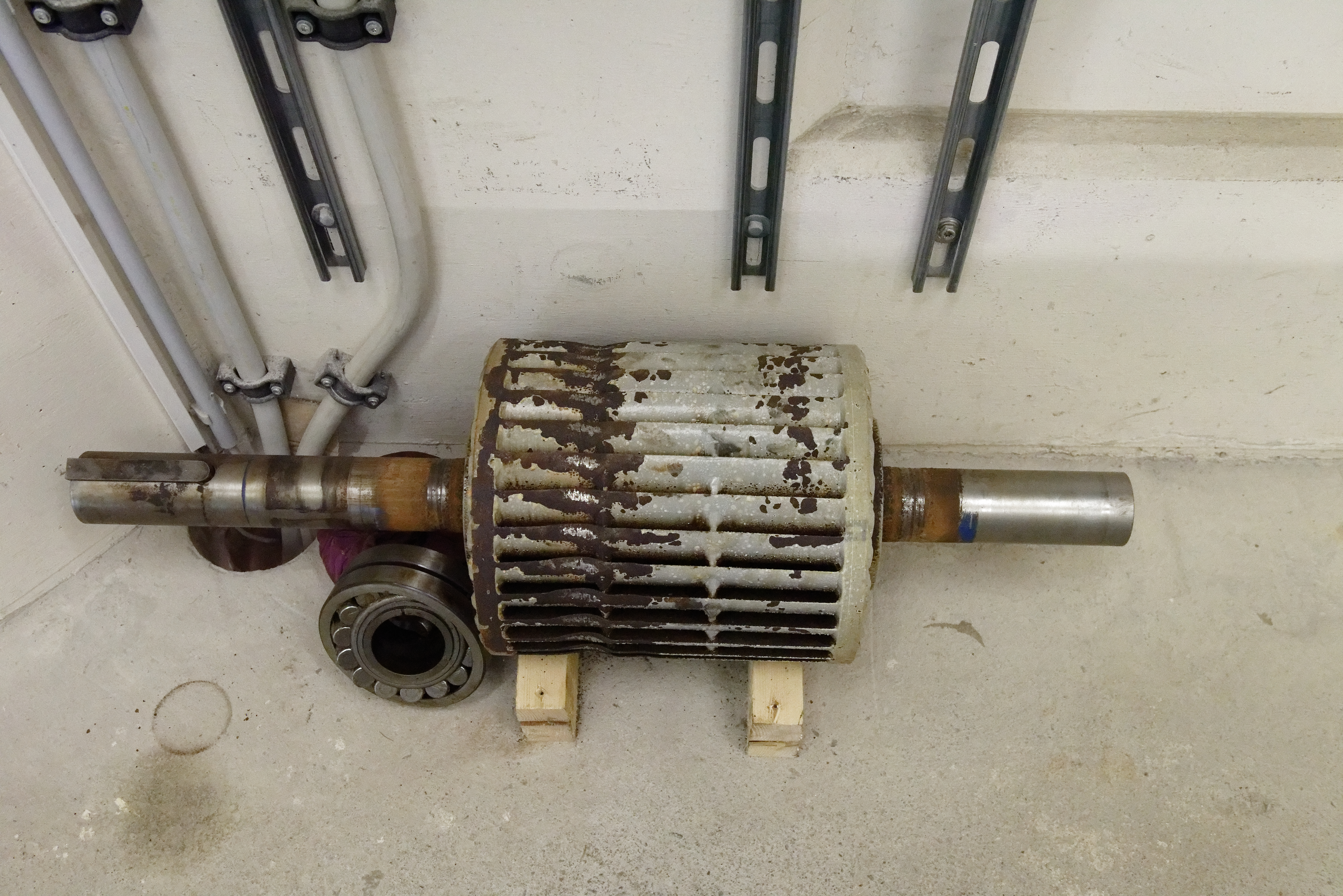
Beschädigtes Wasserrad der Wasserkraftanlage

Im November 2012 bauten die EWR in der Talsperre eine Wasserkraftanlage zur regenerativen Energiegewinnung, nachdem das Projekt von der Bezirksregierung Düsseldorf im Oktober 2011 genehmigt wurde. Aufgrund der vorgegebenen Fallhöhe von etwa 18 Metern und einer maximal nutzbaren Durchflussmenge von 209 l/s produziert die Turbine mit einer Leistung von 29 kW ca. 100.000 kWh Strom pro Jahr. Der mit dieser Anlage erzeugte Strom deckt den Eigenenergiebedarf der Talsperre und der darüber hinaus erzeugte Strom wird ins öffentliche Netz eingespeist. Die erzeugte Strommenge entspricht ungefähr dem Jahresbedarf von 28 Durchschnittshaushalten bzw. einer jährlichen CO2-Einsparung von 65 Tonnen.

## Ausflugsziel
Die Talsperre war von Anfang an ein beliebtes Ausflugsziel. Prinz Friedrich Leopold von Preußen besuchte sie am 15. Juli 1897. Zwei Jahre später fand Kaiser Wilhelm II. vor Ort lobende Worte für dieses Bauwerk.
1977 wurde der ca. 3 km lange Rundweg um den Stausee zu einem Lehrpfad ausgebaut, um die Talsperre für die Besucher besser zu erschließen. Unweit des Rundweges erinnert ein Steinernes Kreuz an eine Bluttat in alter Zeit. Der Raubüberfall geschah auf der historisch bedeutsamen Heerstraße von Köln über Lennep nach Dortmund, unweit der Fuhrt durch den Eschbach – heute auf dem Talsperrengrund liegend. Entlang der Talsperre führt ein Zweig des Jakobswegs von Wuppertal-Beyenburg nach Santiago de Compostela in Spanien.

## Natur
Die Eschbachtalsperre ist ein wichtiges Brutrevier für im und am Wasser lebende Vögel, u. a.: Blässhuhn (Fulica atra), Graureiher (Ardea cinerea), Haubentaucher (Podiceps cristatus), Höckerschwan (Cygnus olor), Kormoran (Phalacrocorax carbo), Stockente (Anas platyrhynchos) und Zwergtaucher (Tachybaptus ruficollis). Als Überwinterungsgäste lassen sich beobachten: Kanadagans (Branta canadensis), Mandarinente (Aix galericulata), Nilgans (Alopochen aegyptiaca), Reiherente (Aythya fuligula) und Silberreiher (Ardea alba).

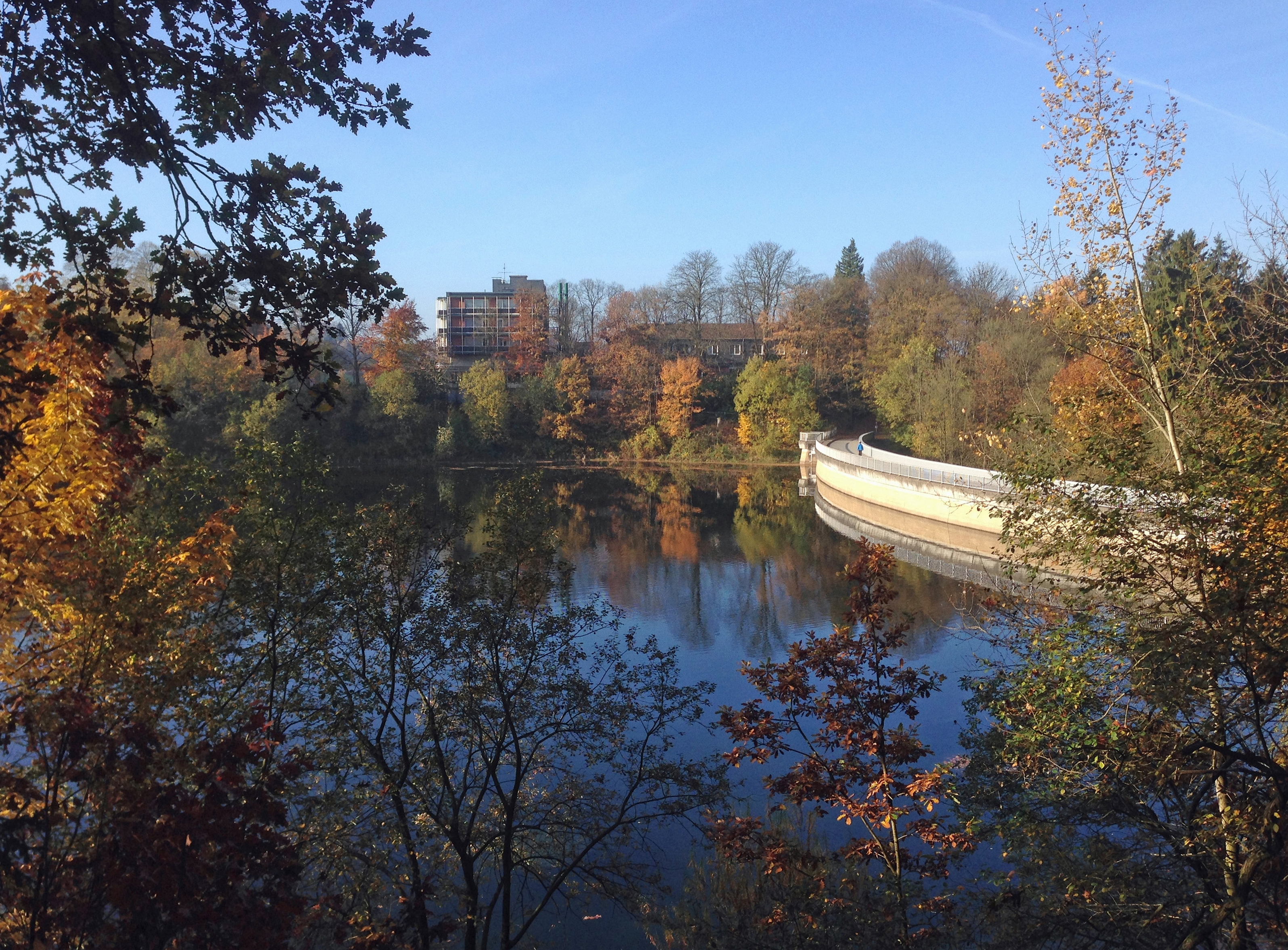
Staumauer und Motel
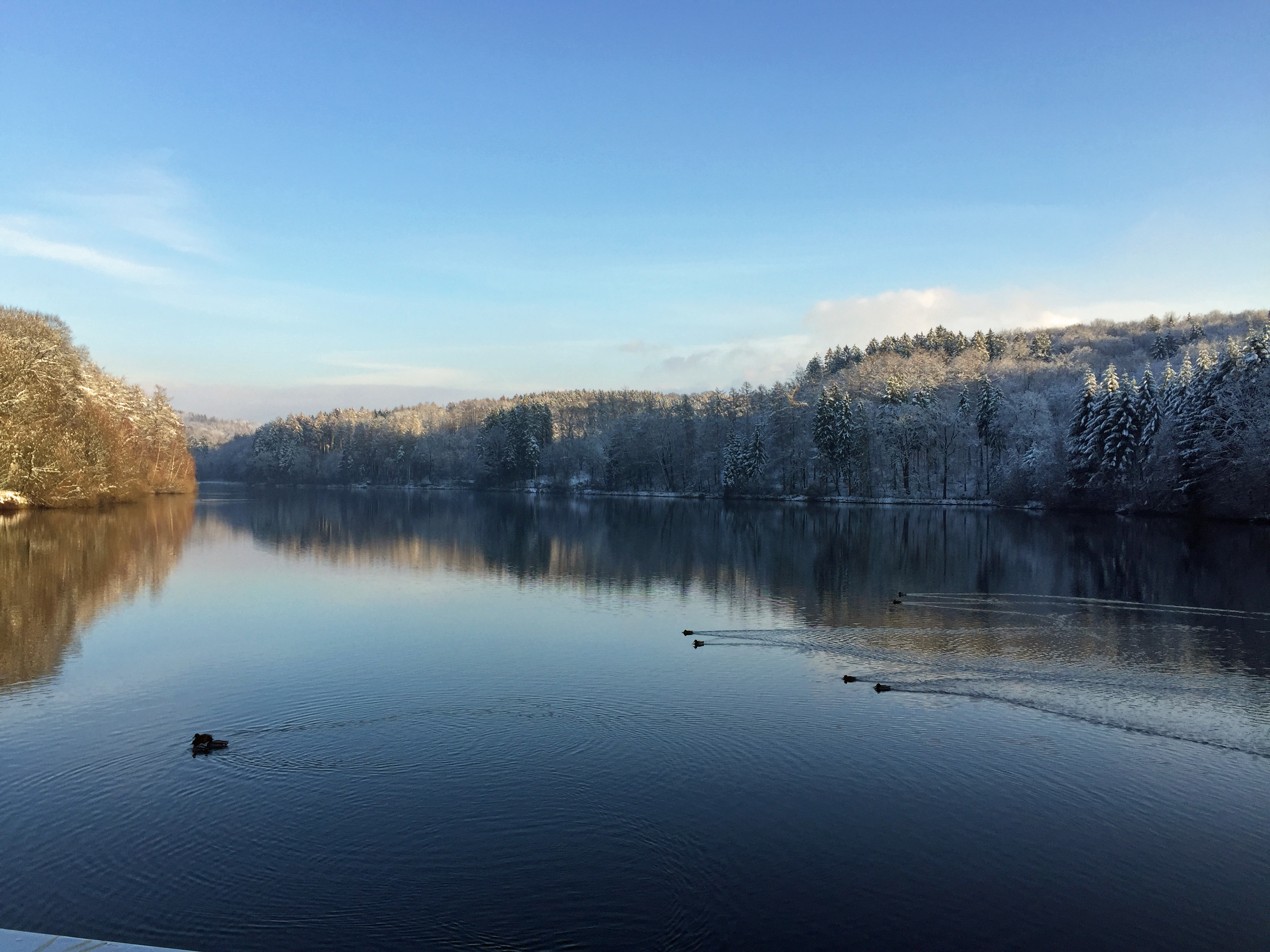
Winteransicht von der Staumauer aus
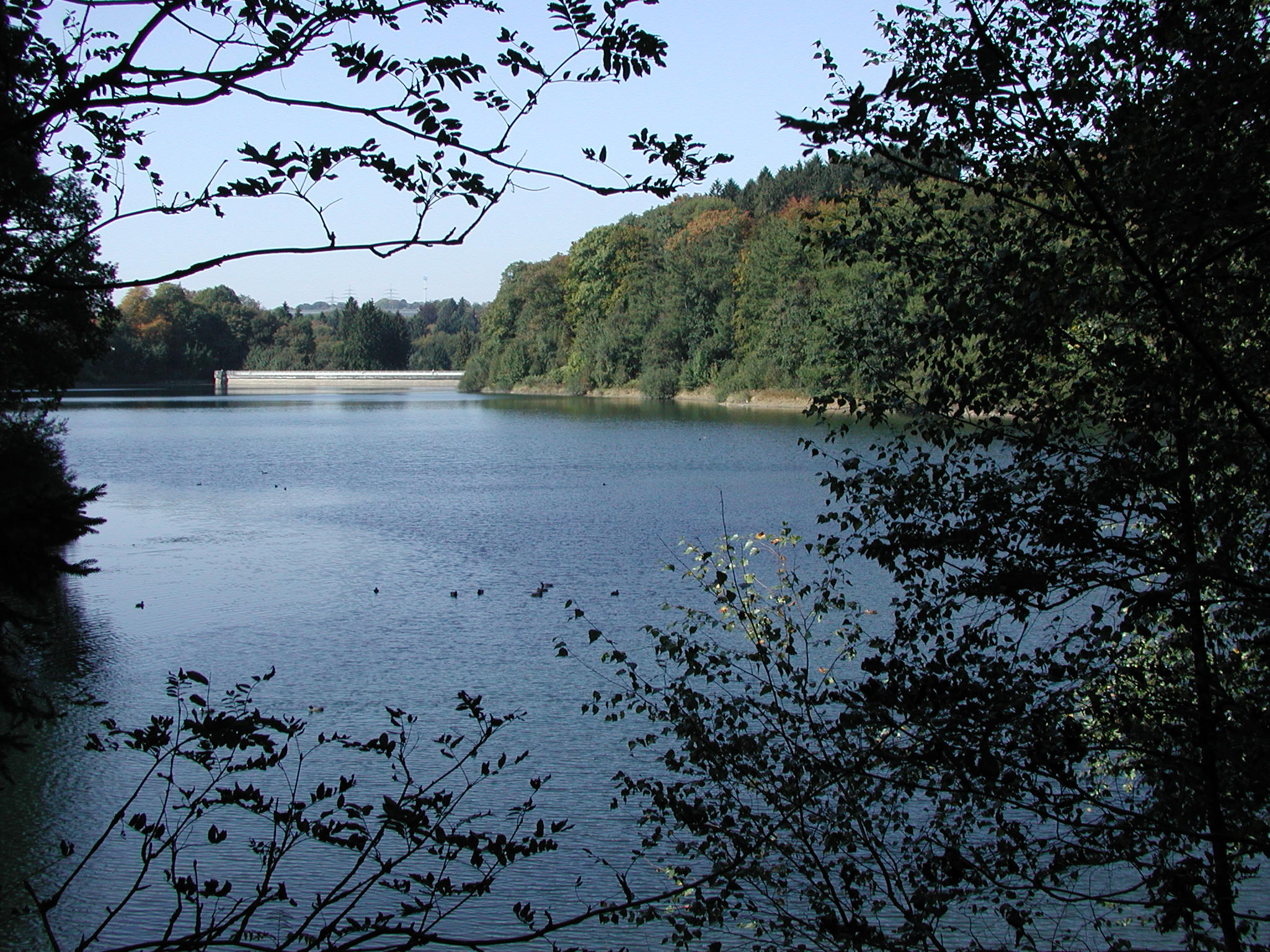
Blick vom Südufer auf die Staumauer
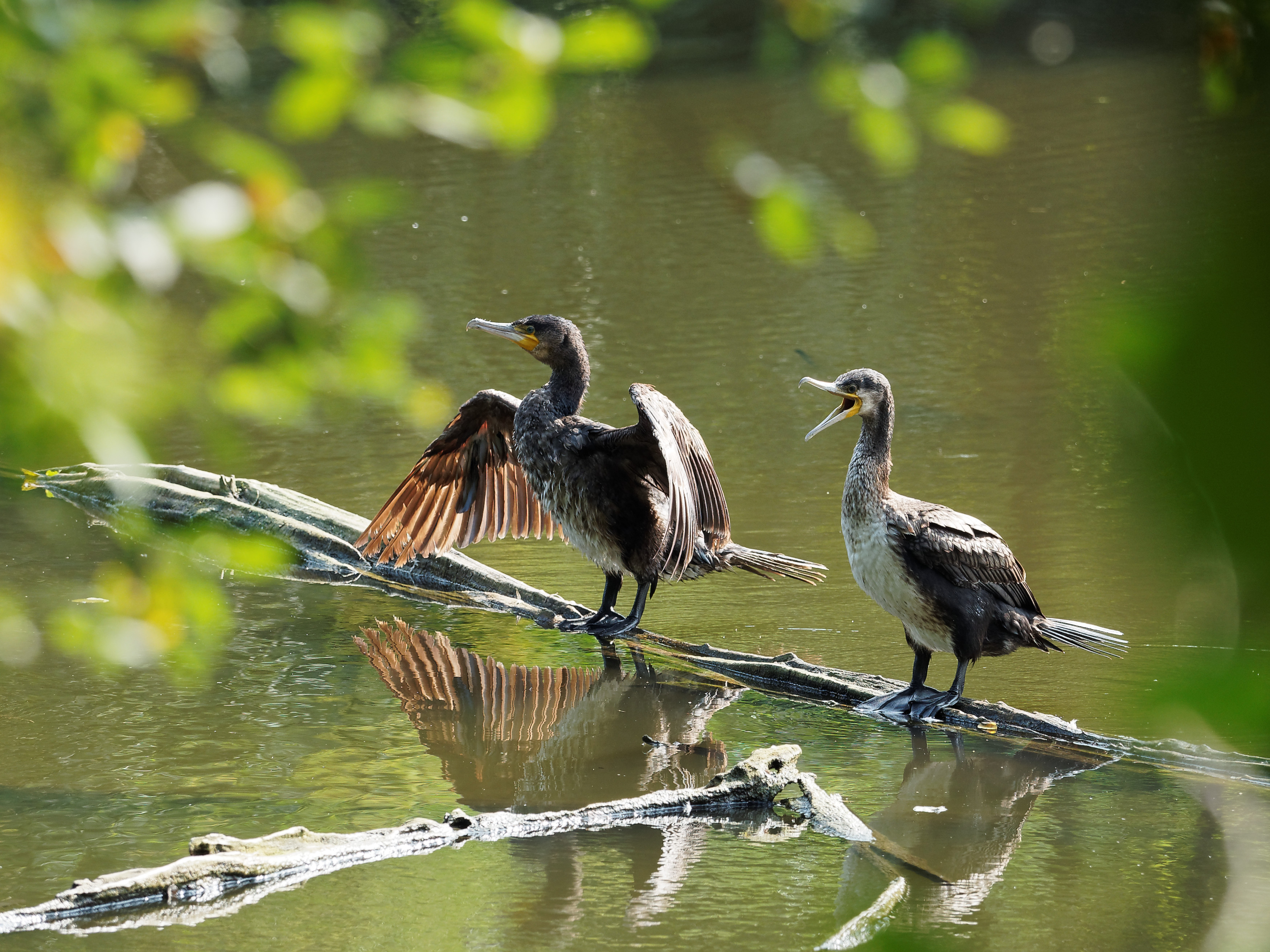
Kormoran – Gefieder trocknend

## Talsperrenverbund
Die Talsperre gehört zum Gewässerverbund des Wupperverbandes. Um die Trinkwasserversorgung der Stadt sicherzustellen, gibt es seit 1909 eine direkte, 15 km lange Rohrleitung zur höher gelegenen Neyetalsperre in Wipperfürth. Die Zuflussstelle liegt ein Stück entfernt von der Staumauer. Ein weiteres Trinkwasserreservoir ist für Remscheid im Rahmen dieses Verbundes auch die Große Dhünntalsperre.

## Technische Details
- Außergewöhnlicher HW-Rückhalteraum: 0,068 Mio. m³
- Betriebsraum: 1,041 Mio. m³
- Reserveraum: 0,011 Mio. m³
- Totraum: 0
- Absenkziel: 228,00 m ü. NN
- Freibord: 1,00 m
- Ausbaugrad: 0,25
- Bauwerksvolumen/Gesamtraum: 1:45

Anmerkung: Das Verhältnis des Bauwerksvolumens zum Gesamtstauraum soll 1:45 betragen. Mit den verfügbaren Angaben für das Mauervolumen von 17.000 m³ und dem Gesamtstauraum von 1.120.000 m³ kommt man allerdings auf ein kleineres Verhältnis, nämlich 1:66. Das ist möglich, wenn man annimmt, dass das Mauervolumen beim Umbau 1991–94 von 17.000 auf 25.000 m³ vergrößert wurde.